# El hombre malo
El hombre malo ist die spanischsprachige Fassung des US-amerikanischen Filmes The Bad Man aus dem Jahr 1930. Regie führte neben William C. McGann der Spanier Roberto E. Guzmán. Eine Aufführung im deutschsprachigen Raum fand nicht statt.

## Inhalt
Ein mexikanischer Bandit steht einem Rancher bei, der in Gefahr steht, sein Land an einen korrupten Geschäftsmann zu verlieren.

## Besonderheiten
Neben der englischen (Hauptrollen: Walter Huston, Dorothy Revier, Sidney Blackmer, James Rennie) existiert auch eine französische Sprachversion mit Geymond Vital, Jeanne Helbling, Suzy Vernon und Gaston Glass in den tragenden Rollen, die unter dem Titel Lopez, le bandit produziert wurde.